# Diego Gómez (paragwajski piłkarz)
Diego Alexander Gómez Amarilla (ur. 27 marca 2003 w San Juan Bautista) – paragwajski piłkarz występujący na pozycji środkowego pomocnika, reprezentant Paragwaju, od 2025 roku zawodnik angielskiego Brighton & Hove Albion.